# Hiệp Sơn
Hiệp Sơn là một phường thuộc thị xã Kinh Môn, tỉnh Hải Dương, Việt Nam.

## Địa lý
Phường Hiệp Sơn có vị trí địa lý:
- Phía Đông giáp phường An Lưu và phường Phú Thứ
- Phía Tây giáp phường An Lưu và phường Phạm Thái
- Phía Nam giáp phường An Phụ và phường Hiệp An
- Phía Bắc giáp phường Duy Tân.

Phường có diện tích 7,16 km², dân số năm 2018 là 9.703 người, mật độ dân số đạt 1.355 người/km²
Xã có 4 thôn là: Hiệp Thạch, Hiệp Thượng (Hiệp Sơn Thượng), Hiệp Hạ (Hiệp Sơn Hạ), An Cường.

## Lịch sử
Trước đây xã Hiệp Sơn có diện tích 7,19 km², dân số năm 1999 là 9.703người, mật độ dân số đạt 1355 người/ km²
Ngày 11 tháng 9 năm 2019, Ủy ban Thường vụ Quốc hội ban hành Nghị quyết số 768/NQ-UBTVQH14 (nghị quyết có hiệu lực từ ngày 1 tháng 11 năm 2019). Theo đó, chuyển huyện Kinh Môn thành thị xã Kinh Môn và thành lập phường Hiệp Sơn trên cơ sở toàn bộ 7,16 km² diện tích tự nhiên và 9.703 người của xã Hiệp Sơn.